# Mellanvikt i grekisk-romersk stil i brottning vid olympiska sommarspelen 1972
Herrarnas brottningsturnering i grekisk-romersk stil i viktklassen mellanvikt vid olympiska sommarspelen 1972 avgjordes i Fairgrounds, Judo and Wrestling Hall i München. 

## Medaljörer
| Klass      | Guld                   | Silver                             | Brons                       |
| Mellanvikt | Csaba Hegedűs · Ungern | Anatolij Nazarenko · Sovjetunionen | Milan Nenadić · Jugoslavien |

## Resultat
Legend
- TF — Vinst genom fall
- IN — Vinst genom att motståndaren skadas
- DQ — Vinst genom passivitet
- D1 — Vinst genom passivitet, vinnaren är också passiv
- D2 — Båda brottarna förlorade på grund av passivitet
- FF — Vinst genom förverkande
- DNA — Anlände inte
- TPP — Totala straffpoäng
- MPP — Matchstraffpoäng

Straff
- 0 — Vinst genom fall, teknisk överlägsenhet, passivitet, skada och förverkande
- 0.5 — Vinst på poäng, 8-11 poängs skillnad
- 1 — Vinst på poäng, 1-7 poängs skillnad
- 2 — Vinst på passivitet,  vinnaren är också passiv
- 3 — Förlust på poäng, 1-7 poängs skillnad
- 3.5 — Förlust på poäng, 8-11 poängs skillnad
- 4 — Förlust genom fall, teknisk överlägsenhet, passivitet, skada och förverkande

### Elimineringsrunda

#### Omgång 1
| TPP | MPP |                          | Poäng |                        | MPP | TPP |
| --- | --- | ------------------------ | ----- | ---------------------- | --- | --- |
| 4   | 4   | Dasran Myagmarjav (MGL)  | 6:53  | Miroslav Janota (TCH)  | 0   | 0   |
| 2   | 2   | Matti Laakso (FIN)       |       | Harald Barlie (NOR)    | 2   | 2   |
| 0   | 0   | Ion Gabor (ROU)          | 4:02  | Jimmy Martinetti (SUI) | 4   | 4   |
| 4   | 4   | André Bouchoule (FRA)    | 8:09  | Milan Nenadić (YUG)    | 0   | 0   |
| 1   | 1   | Sadao Sato (JPN)         |       | John Pedersen (DEN)    | 3   | 3   |
| 3   | 3   | Frank Hartmann (GDR)     |       | Kiril Dimitrov (BUL)   | 1   | 1   |
| 3   | 3   | Reinhold Hucker (FRG)    |       | Jan Kårström (SWE)     | 1   | 1   |
| 3   | 3   | Anatolij Nazarenko (URS) |       | Csaba Hegedűs (HUN)    | 1   | 1   |
| 1   | 1   | Adam Ostrowski (POL)     |       | Jay Robinson (USA)     | 3   | 3   |
| 0   | 0   | Ali Yağmur (TUR)         | 2:47  | Jesús Blanco (ARG)     | 4   | 4   |

#### Omgång 2
| TPP | MPP |                         | Poäng |                          | MPP | TPP |
| --- | --- | ----------------------- | ----- | ------------------------ | --- | --- |
| 8   | 4   | Dasran Myagmarjav (MGL) | 2:14  | Matti Laakso (FIN)       | 0   | 2   |
| 2   | 2   | Miroslav Janota (TCH)   |       | Harald Barlie (NOR)      | 2   | 4   |
| 1   | 1   | Ion Gabor (ROU)         |       | André Bouchoule (FRA)    | 3   | 7   |
| 8   | 4   | Jimmy Martinetti (SUI)  | 5:17  | Milan Nenadić (YUG)      | 0   | 0   |
| 5   | 4   | Sadao Sato (JPN)        | 3:29  | Frank Hartmann (GDR)     | 0   | 3   |
| 6.5 | 3.5 | John Pedersen (DEN)     |       | Kiril Dimitrov (BUL)     | 0.5 | 1.5 |
| 7   | 4   | Reinhold Hucker (FRG)   | 5:08  | Anatolij Nazarenko (URS) | 0   | 3   |
| 4   | 3   | Jan Kårström (SWE)      |       | Csaba Hegedűs (HUN)      | 1   | 2   |
| 2   | 1   | Adam Ostrowski (POL)    |       | Ali Yağmur (TUR)         | 3   | 3   |
| 3   | 0   | Jay Robinson (USA)      | 8:49  | Jesús Blanco (ARG)       | 4   | 8   |

#### Omgång 3
| TPP | MPP |                       | Poäng |                          | MPP | TPP |
| --- | --- | --------------------- | ----- | ------------------------ | --- | --- |
| 2   | 0   | Miroslav Janota (TCH) | 2:09  | Matti Laakso (FIN)       | 4   | 6   |
| 6   | 2   | Harald Barlie (NOR)   |       | Ion Gabor (ROU)          | 2   | 3   |
| 0   | 0   | Milan Nenadić (YUG)   | 7:16  | Sadao Sato (JPN)         | 4   | 9   |
| 5   | 2   | Frank Hartmann (GDR)  |       | Jan Kårström (SWE)       | 2   | 6   |
| 4.5 | 3   | Kiril Dimitrov (BUL)  |       | Anatolij Nazarenko (URS) | 1   | 4   |
| 2   | 0   | Csaba Hegedűs (HUN)   | 0:00  | Adam Ostrowski (POL)     | 4   | 6   |
| 7   | 4   | Jay Robinson (USA)    | 2:40  | Ali Yağmur (TUR)         | 0   | 3   |

#### Omgång 4
| TPP | MPP |                          | Poäng |                      | MPP | TPP |
| --- | --- | ------------------------ | ----- | -------------------- | --- | --- |
| 4   | 2   | Miroslav Janota (TCH)    |       | Ion Gabor (ROU)      | 2   | 5   |
| 3   | 3   | Milan Nenadić (YUG)      |       | Frank Hartmann (GDR) | 1   | 6   |
| 7.5 | 3   | Kiril Dimitrov (BUL)     |       | Csaba Hegedűs (HUN)  | 1   | 3   |
| 4   | 0   | Anatolij Nazarenko (URS) | 1:48  | Ali Yağmur (TUR)     | 4   | 7   |

#### Omgång 5
| TPP | MPP |                       | Poäng |                          | MPP | TPP |
| --- | --- | --------------------- | ----- | ------------------------ | --- | --- |
| 7   | 3   | Miroslav Janota (TCH) |       | Milan Nenadić (YUG)      | 1   | 4   |
| 9   | 4   | Ion Gabor (ROU)       | 8:35  | Anatolij Nazarenko (URS) | 0   | 4   |
| 3   |     | Csaba Hegedűs (HUN)   |       | Bye                      |     |     |

#### Sista omgångarna
| TPP | MPP |                          | Poäng |                     | MPP | TPP |
| --- | --- | ------------------------ | ----- | ------------------- | --- | --- |
|     | 3   | Anatolij Nazarenko (URS) |       | Csaba Hegedűs (HUN) | 1   |     |
| 2   | 1   | Csaba Hegedűs (HUN)      |       | Milan Nenadić (YUG) | 3   |     |
| 3   | 0   | Anatolij Nazarenko (URS) | 0:00  | Milan Nenadić (YUG) | 4   | 7   |